# Шептеличи
Шептеличи (рум. Şeptelici) — село в Сорокском районе Молдавии. Относится к сёлам, не образующим коммуну.

## География
Село расположено на высоте 193 метра над уровнем моря.

## Население
По данным переписи населения 2004 года, в селе Шептелич проживает 1086 человек (524 мужчины, 562 женщины).
Этнический состав села:
| Национальность | Число жителей | Процентный состав |
| -------------- | ------------- | ----------------- |
| молдаване      | 1078          | 99,26             |
| русские        | 7             | 0,64              |
| болгары        | 1             | 0,09              |
| Всего          | 1086          | 100 %             |